# 埃皮纳勒足球俱乐部
埃皮纳勒足球俱乐部（法語：Stade Athletique Spinalien Épinal）是法国埃皮纳勒市的一个足球俱乐部，成立于1941年。现在参加法國全國聯賽。